# Aeródromo de Altamira
El aeródromo de Altamira (OACI: MNAM) es un aeródromo público nicaragüense que sirve a los campos agrícolas de la zona de Altamira en el departamento de Boaco, Nicaragua. El aeródromo da servicio a los campos agrícolas aledaños a Altamira, como la empresa Agrícola Miramontes. El aeródromo está ubicado al sur de la ruta 39 y a 4,8 kilómetros al norte del lago Cocibolca.

## Información técnica
La pista de aterrizaje del aeródromo es de hormigón y mide 690 metros en longitud.
El VOR-DME de Managua (Ident: MGA) está localizado a 48 kilómetros al oeste del aeródromo.